# Tyloperla courtneyi
Tyloperla courtneyi är en bäcksländeart som beskrevs av Bill P.Stark och Ignac Sivec 2005. Tyloperla courtneyi ingår i släktet Tyloperla och familjen jättebäcksländor. Inga underarter finns listade i Catalogue of Life.